# SEVEN (中島美嘉の曲)
「SEVEN」（セヴン）は、2004年4月7日に発売された中島美嘉の11枚目のシングル。

## 解説
- ビデオクリップの撮影は、屋外で車を運転するシーンを撮影すると予定していたが、実際はスタジオで車に乗っているシーンを撮影し、CG合成でスピード感を出した映像となった。

## 収録曲

### CD
（全編曲：COLDFEET）
1. SEVEN
  - 作詞: 中島美嘉／作曲: Lori Fine
  - カネボウ化粧品「KATE」CMソング
2. SEVEN（COLDFEET Remix）
3. Venus in The Dark（COLDFEET Remix）
  - 作詞: 中島美嘉／作曲: 岡野泰也
4. SEVEN（Instrumental）

### アナログ
A面
1. SEVEN
2. Venus In The Dark（COLDFEET Remix）

B面
1. SEVEN（COLDFEET Remix）

## 収録アルバム
- MUSIC (#1)
- BEST (#1)
- TEARS (#1)